# Pallacanestro Cantù 1972-1973
Questa voce raccoglie le informazioni riguardanti la Pallacanestro Cantù nelle competizioni ufficiali della stagione 1972-1973.

## Stagione
La stagione 1972-1973 della Pallacanestro Cantù sponsorizzata Forst, è la 18ª nel massimo campionato italiano di pallacanestro, la Serie A.
Intanto al via della stagione precedente la F.I.B.A. aveva istituito la terza coppa europea per club, denominata Coppa Korać e Cantù, essendo arrivata terza nel campionato precedente, ebbe il diritto di parteciparvi. Il 10 gennaio ci fu così l'esordio dove i canturini persero in trasferta contro il Berck Basket Club. In seguito furono capaci di rifarsi, tanto da raggiungere la finale contro il Racing Mechelen. Il 20 marzo per la prima volta nella sua storia la Pallacanestro Cantù scese in campo per una finale europea nel doppio confronto, dove vinse 106-75, mentre in trasferta perso solo 94-85, così il 27 marzo poté alzare al cielo la sua prima coppa europea, la Coppa Korać.

## Roster
| N° | Naz.                   | Ruolo | Sportivo             |  |  |  |  |
| -- | ---------------------- | ----- | -------------------- |  |  |  |  |
| 4  | Italia (bandiera)      | P     | Giorgio Cattini      |  |  |  |  |
| 5  | Italia (bandiera)      | A     | Danilo Zonta         |  |  |  |  |
| 6  | Italia (bandiera)      | G     | Carlo Recalcati      |  |  |  |  |
| 7  | Italia (bandiera)      | A     | Franco Meneghel      |  |  |  |  |
| 8  | Italia (bandiera)      | AG    | Fabrizio Della Fiori |  |  |  |  |
| 9  | Italia (bandiera)      | A     | Antonio Farina       |  |  |  |  |
| 12 | Italia (bandiera)      | C     | Luciano Vendemini    |  |  |  |  |
| 13 | Stati Uniti (bandiera) | C     | Bob Lienhard         |  |  |  |  |
| 14 | Italia (bandiera)      | P     | Pierluigi Marzorati  |  |  |  |  |
| 15 | Italia (bandiera)      | C     | Mario Beretta        |  |  |  |  |
| 16 | Italia (bandiera)      | C     | Renzo Tombolato      |  |  |  |  |
|    | Italia (bandiera)      | ALL   | Arnaldo Taurisano    |  |  |  |  |

## Mercato
| Acquisti | Acquisti        | Acquisti | Acquisti   |
| R.       | Nome            | da       | Modalità   |
| -------- | --------------- | -------- | ---------- |
| A        | Franco Meneghel | Petrarca | definitivo |

| Cessioni | Cessioni    | Cessioni | Cessioni       |
| R.       | Nome        | a        | Modalità       |
| -------- | ----------- | -------- | -------------- |
|          | Paolo Viola |          | fine contratto |

## Risultati
| Coppa Korać 1973     |
| -------------------- |
| Forst Cantù1º titolo |